# Mamostong Kangri
Mamostong Kangri (také Mamostang Kangri) je hora v pohoří Karákóram v Indickém státě Džammú a Kašmír poblíž hranic s Čínou. Její vrchol je vysoký 7 516 m n. m. a jedná se o 48. nejvyšší vrchol na světě.

## Prvovýstup
Prvovýstup byl proveden v roce 1984 indicko-japonskou expedicí přes severovýchodní hřeben. Na vrchol vystoupili N. Yamada, K. Yoshida, R. Sharma, P. Das a H. Chauhan. Kvůli odlehlému umístění hory a nevyrovnanému politickému a vojenskému stavu v regionu nebylo mnoho expedic, které se na Mamostong Kangri vydaly.